# 勒内·迪阿梅尔
勒内·迪阿梅尔（法語：René Duhamel，1935年2月1日—2007年3月11日），法国男子赛艇运动员。他曾代表法国参加世界赛艇锦标赛，获得一枚金牌。他也曾参加1960年和1964年夏季奥运会。